# A Little More Personal (Raw)
A Little More Personal (Raw) – drugi pełny album Lindsay Lohan wydany w USA 6 grudnia 2005 w wydawnictwie Casablanca Records. Lohan napisała 8 z 12 utworów. Album nie utrzymał się długo na listach przebojów w USA i był znacznie mniej dochodowy niż poprzedni album piosenkarki Speak.

## Tytuły
1. „Confessions of a Broken Heart (Daughter to Father)” (Lindsay Lohan, Greg Wells, Kara DioGuardi) – 3:40
2. „Black Hole” (DioGuardi, Louise Goffin, Wells) – 4:02
3. „I Live for the Day” (Wells, DioGuardi; w. Desmond Child, Andreas Carlson, Ethan Mentzer, Ben Romans) – 3:09
4. „I Want You to Want Me” (Rick Nielsen) – 3:09 (cover)
5. „My Innocence” (DioGuardi, Lohan, Wells) – 4:18
6. „A Little More Personal” (DioGuardi, Lohan, Butch Walker) – 2:59
7. „If it’s Alright” (DioGuardi, Lohan, Walker) – 4:06
8. „If You Were Me” (DioGuardi, Lohan, Wells) – 2:54
9. „Fastlane” (Mitchell Allen, DioGuardi, Lohan, Ben Moody) – 3:24
10. „Edge of Seventeen” (Stevie Nicks) – 4:23 (cover)
11. „Who Loves You” (DioGuardi, Wells)– 3:50
12. „A Beautiful Life (La Bella Vita)” (DioGuardi, Michelle Lewis, Lohan, Charlton Pettus) – 3:25